# キヌヒカリ
キヌヒカリは、イネの栽培品種の1つ。

## 品種特性
1988年に水稲農林290号「キヌヒカリ」として命名登録され、翌1989年に種苗法による品種登録をされた（登録番号第2037号）。農研機構（旧農林水産省北陸農業試験場）で育成。交配組合せは（収2800/北陸100号）/北陸96号。
コシヒカリと比較すると、草丈が短く、耐倒伏性が強い。食味もコシヒカリと同程度である。一方、縞葉枯病に弱く、穂発芽性もやや劣る。関東地方で栽培する目的で採用された品種であるが、2005年の時点では主な生産地は近畿地方である。作付面積の多い県は兵庫県・滋賀県・埼玉県。作付面積（日本全国）では、1995年（平成7年）に作付面積5万haを越えた後、2000年の56,186haをピークに減少傾向にあり、2016年時点では34,992haで全国第7位である。

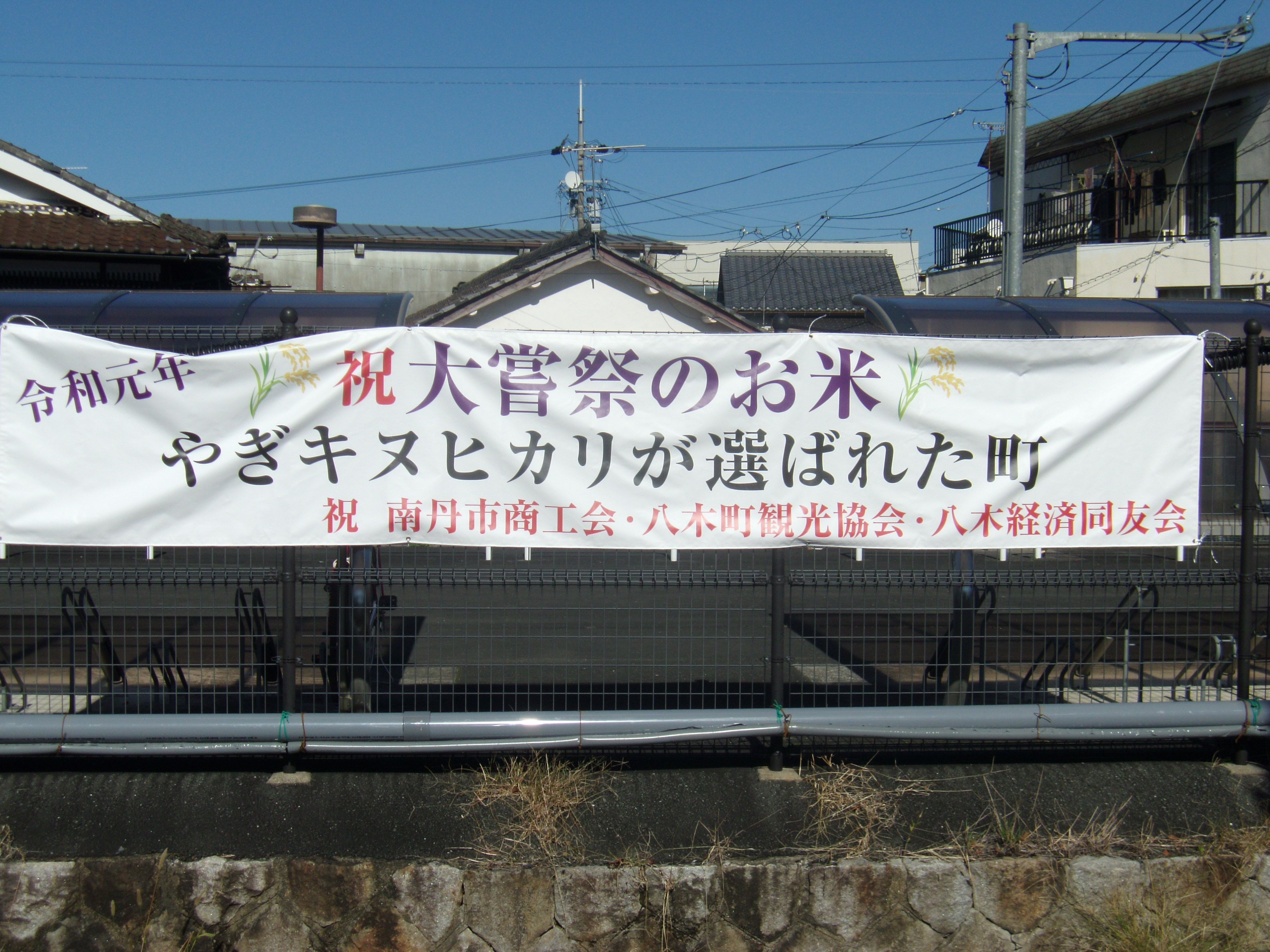
南丹産キヌヒカリが大嘗祭奉納米に選ばれたことを喧伝する横断幕（八木駅）

2019年の大嘗祭では、神饌として京都府南丹市の主基田からキヌヒカリの精米180kgと玄米7.5kgが納められた。